# Glanni
Glanni, o Glannifoss,  è una cascata alta 8 metri, situata nella regione del Vesturland, nella parte occidentale dell'Islanda.

## Descrizione
La cascata Glanni è situata lungo il corso del fiume Norðurá, che ha una lunghezza di 62 km ed è considerato uno dei fiumi più ricchi di salmoni e trote dell'Islanda. Nel formare la cascata il fiume compie un salto di 8 metri in un ambiente di rocce basaltiche. La cascata è situata nei pressi di un campo di lava fuoriuscito 3600 anni fa dall'estinto vulcano Grábrók, posto nelle vicinanze.
Le leggende locali dicono che nella zona della cascata vivono elfi e troll.

## Accesso
Glanni è posizionata lungo la Hringvegur, la grande strada statale ad anello che contorna l'intera Islanda, a poca distanza a est del villaggio di Bifröst, nel comune di Borgarbyggð, nella regione del Vesturland. A circa 500 metri dall'Hotel Bifröst a Borgarfjörður, c'è un ben visibile cartello stradale che segnala la direzione per la cascata lungo la strada Glanni Paradis, che termina in prossimità della Glanni. Di qui parte un sentiero che conduce a punto panoramico sovrastante la cascata.
Nelle vicinanze della cascata si trova anche lo stagno Paradisarlaut. Proseguendo lungo la Hrinvegur per circa 4 km, si incontra la cascata Laxfoss, la cascata del salmone.